# باغبان‌لار، ساموخ
باغبان‌لار (به لاتین: Bağbanlar) یک منطقه مسکونی در جمهوری آذربایجان است که در شهرستان ساموخ واقع شده است. باغبان‌لار ۳۷۲ نفر جمعیت دارد.